# Биљана Драгићевић Пројковска
Биљана Драгићевић Пројковска (мкд. Билјана Драгиќевиќ Пројковска; Скопље, 11. април 1975) је македонска и српска филмска, телевизијска и гласовна глумица, позоришна и филмска редитељка, пројектна менаџерка и кастинг директорка.

## Биографија
Биљана Драгићевић Пројковска рођена је 11. априла 1975. године у Скопљу. Дипломирала је глуму на Факултету драмских уметности у Скопљу, у класи Владимира Милчина. Завршила је и средњу и нижу музичку школу. Глумица је Драмског театра у Скопљу од 1998. са дугогодишњим позоришним искуством и преко 40 остварених улога у матичном позоришту, али и у другим позориштима, на филму и телевизији. Два пута била је лауреат награде за глумицу године у Македонији, а 2016. године постаје добитик награде за споредну женску улогу у представи „Живот је прекрасан“. Такође ради као кастинг директор, редитељ, пројектни менаџер. Бавила се и синхронизацијом анимираних филмова и серија на српски и македонски језик у студију „Кларион”.

## Филмографија
| Год.  | Назив             | Улога       |
| ----- | ----------------- | ----------- |
| 1998. |                   | проститутка |
| 1999. | Волшебниот свирач | сељанка     |
| 2000. | Сликар            | Фатима      |
| 2000. | Волшебното тркало |             |
| 2001. | Вета              | Мајка       |
| 2005. | Сашо и Сашка      | Сашка       |
| 2007. | Стапица           | новинарка   |
| 2007. | Досие - К         | касирка     |
| 2015. |                   | Петко       |
| 2015. |                   | сестра      |

## Улоге у позоришту
- Управителката на домот - Грев или шприцер, од Сашко Насев, р. Деан Дамјановски, ДТС 2011
- Жената како воено поле, од Матеј Винсиек, р. Владлен Александров, ДТС 2008
- Ангелот на апокалипсата – Каменот на мудроста, од Југослав Петровски, р. Југослав Петровски
- Ингрид – Питачка опера, од Вацлав Хавел, р. Горан Тренчевски
- Шехерезада - Вазна од порцелан, од Југослав Петрески
- Милка – Сончогледи, од Валентин Катаев, р. Коле Ангеловски
- Петриа – Чорбаџи Теодос, од Васил Иљоски, р. Горан Стојановски
- Ана Попова – Мечката, од А. П. Чехов, р. Синиша Ефтимов
- Сара – Заводникот од западниот свет, р. Коле Ангеловски
- Нина Заречна – Галебот, од А. П. Чехов, р. Стојан Стојановски
- Слугинката – Бркотница, од Огнен Георгиевски, р. Дритро Касапи
- Гласот на народот – Ојдипус Тиранус, од Софокле, р. Зоја Бузалковска
- Јицуко – Три есенски приказни, од Yokio Mishima, р. Владимир Милчин
- Меги – Музеј од приказни, од Жанина Мирчевска, р. Дритро Касапи
- Смит – Петар Пан, дечја представа, р. Биљана Драгићевић и Дејан Лилић
- Сара - The Lover, група аутора, р. Зоја Бузалковска
- Сенката – Сенката, р. Искра Стојковска
- Гилдестерн – Хамлет, од Шекспир, р. Владо Цветановски
- Џокер – Бетмен засекогаш, дечја представа, р. Биљана Драгићевић и Дејан Лилић
- Ана – Поблиску, од Патрик Марбер, р. Слободан Унковски
- Марија Јегоровна – Платонов, од А. П. Чехов, р. Димитар Станковски
- Сестрата – Роберто Зуко, од Bernard Mari Coltes, р. Дритро Касапи
- Рајка – Земјомер, од Николај Кољада, р. Владимир Милчин
- Јури – Кандид во земјата на чудата, од Венко Андоновски, р. Сашо Миленковски
- Вера – Диво месо, од Горан Стефановски, р. Александар Поповски
- Клаудија Рогов – Тетовирани души, од Горан Стефановски, р. Сашо Миленковски
- Таа – Епсеранца, од Жанина Мирчевска, р. Александар Чамински
- Наташа – Падот на невиноста, од Василиј Сигарев, р. Дејан Пројковски
- Рајна – Лет во место, од Горан Стефановски, р. Љупчо Георгиевски
- Ангустиа – Домот на Бернарда Алба, од Ф. Г. Лорка, р. Горчин Стојановић
- Баукида – Тито, од Слободан Шнајдер, р. Дејан Пројковски, Мартин Кочовски, Деан Дамјановски, Бранко Брезовац
- Виола – Супернова, од Златко Славенски, р. Златко Славенски

## Режија
- 1997, Дечја представа „Петар Пан“, режија са Дејаном Лилићем, Детски Креативен Центар
- 1998, Дечја представа „Снежана и седумте џуџиња“, режија са Дејаном Лилићем, Детски Креативен Центар
- 1999, Дечја представа „Бетмен засекогаш“, режија са Дејаном Лилићем, Детски Креативен Центар
- 1999, Дечја представа „Астеркис и Обеликс“, режија са Дејаном Лилићем, Детски Креативен Центар
- 2000, Крати документари филм, „Многу одамна си беше еден крал“, режија и монтажа, део пројекта „Уметност за социјални промени“, финансирано од Европске Културне Фондације
- 2000, Дечја представа „Биле баксуз“, режија са Дејаном Лилићем, Детски Креативен Центар

## Остало
- 2001, трећи асистент у филму „Како лош сон“ Антонија Митрићеског
- 2001-2002, кастинг директор ТВ серије „Наше маало“
- 2002, трећи асистент у ТВ филму „Шимански“, немачке продукцијске куће
- 2010, део тима за кастинг филма „Мајки”
- 2011, део тима за кастинг филма „Дух бабе Илонке”
- 2012, кастинг директор немачког филма „Bardo”
- 2017, кастинг директор кратког филма „Амби”

итд.

## Улоге у српским синхронизацијама
| Цртани филм                            | Улога                            |
| -------------------------------------- | -------------------------------- |
| Анималија (Кларион)                    | Зои                              |
| Барби Златокоса (Кларион)              | Барби/Златокоса, Лорена, солиста |
| Барби: принцеза и просјакиња (Кларион) | Анелиз, наратор                  |
| Барби: Феритопија (Кларион)            |                                  |
| Барбини дневници (Кларион)             | Кортни                           |
| Барби и дијаманстки замак (Кларион)    | Барби/Лијана                     |
| Барби Палчица (Кларион)                | Палчица                          |
| Барби и три мускетара (Кларион)        | Корина                           |
| Барби у причи о сирени (Кларион)       | Мерлија Самерс                   |
| Барби у модној бајци (Кларион)         |                                  |
| Барби: школа за принцезе (Кларион)     | Хедли                            |
| Барби у божићној причи (Кларион)       | Барби, дух будућих Божића        |
| Барби: савршени Божић (Кларион)        | Скипер                           |
| Барби: Марипоза и кристални вилењаци   | Виља                             |
| Мала сирена                            | Миранда                          |
| Мери Кејт и Ешли у акцији              | споредне улоге                   |
| Мистерије госпође Малард               | споредне улоге                   |
| Морске принцезе                        | Туберина                         |
| Чаробница Лили                         | споредне улоге                   |

## Приватни живот
У браку је са редитељем Дејаном Пројковским, са којим је и сарађивала на разним позоришним пројкетима, мада, Биљана тврди да не воли често да игра у драмама свог мужа. Са њим има две ћерке.

## Награде
- Два пута лауреат награде за глумицу године у Републици Македонији
- 1999. — Награда за најбољег глумца од часописа „Вечер“
- 2001. — Награда за најбољег глумца за 2000 година за представе „Поблиску“ – Златна Бубамара за популарност
- 2016. — Награда за споредну женску улогу у представи „Живот је прекрасан“